# 大木実 (詩人)
大木 実（おおき みのる、1913年（大正2年）12月10日 - 1996年（平成8年）4月17日）は、日本の詩人である。

## 経歴・人物
東京府東京市本所区（現在の東京都墨田区）の生まれ。幼年の頃は実母が病気により死去し、さらに関東大震災により継母および実弟、実妹が犠牲となる等不遇の生活を過ごした。その後は電機学校（現在の東京電機大学）に入学したが、中退しその後は大蔵省土木寮の工員や出版社に勤務し、埼玉県大宮市（現在のさいたま市）の大宮市役所の職員となる等職を転々とした。
その後は少年時代から北原白秋や西條八十の童謡に親しんだことや学生時代に佐藤春夫や室生犀星といった日本人詩人のみならず、フョードル・ドストエフスキーやシャルル＝ルイ・フィリップ等の海外の小説家が執筆した作品に傾倒し詩人としての活動を始める。1942年（昭和17年）には大木が著した詩が堀辰雄が編集した『四季』に寄稿され、1967年（昭和42年）から1975年（昭和50年）まで同誌の第四次同人となった。同誌以前にも『牧神』および『冬の日』や後に『文学館』の同人ともなっている。また人生的旅情を漂わせる作風によって、多くの賞を受賞した。

## 受賞歴
- 第10回現代詩人賞 - 1992年（平成4年）受賞[1][3]。

## 主な作品

### 詩集
- 『場末の子』（1939年）
- 『屋根』（1941年）
- 『故郷』（1943年）
- 『天の川』（1957年）
- 『冬の支度』（1971年）
- 『柴の木戸』（1992年）‐ この作品で上記の賞を受賞[1][3]。

### 著書
- 『詩人の歩み』
- 『詩を作ろう』

## 関連書籍
- 『大木実詩集』（思潮社、1989年11月1日発売）